# الألمان في كوريا
للألمان في كوريا تاريخ طويل، مع أنهم لم يشكلوا قط عددًا كبيرًا من السكان.

## التاريخ
كان أول ألماني يضع قدمه على الأراضي الكورية، في عام 1832، هو المبشر اللوثري كارل جوتزلاف، والذي يُنسب إليه الفضل في استيراد البطاطس. لقد تبعه رجل الأعمال إرنست أوبيرت، القائم على شانغهاي، الذي قام من 1866 إلى 1868 بثلاث محاولات لإجبار كوريا على الانفتاح على التجارة الخارجية، والقنصل الألماني لليابان ماكس فون براندت، الذي هبط في عام 1870 في بوسان في محاولة لفتح المفاوضات، ولكن تم طرده من قبل المسؤولين الكوريين هناك. عاش المستشرق البروسي بول جورج فون موليندورف في كوريا من عام 1882 إلى عام 1885 كمدير عام دائرة الجمارك. قامت شركة تجارية ألمانية، HC Eduard Meyer & Co.، بإنشاء عمليات في إنتشون بناءً على اقتراحه عام 1886. كما أصبح العديد من الألمان بارزين في إدارة الإمبراطور غوانغمو. لقد ألف مدير الفرقة المقيم في اليابان فرانز إيكيرت نشيد الإمبراطورية الكورية للإمبراطور في عام 1902، في حين عمل ريتشارد وونش كطبيب غوانغمو الشخصي من عام 1901 إلى عام 1905، وتم تعيين أنطوانيت سونتاج (مدبرة منزل كارل إيفانوفيتش ويبر) في منصب ماجوردومو المسؤولة عن شؤون الأسرة في القصر.
بعد توقيع معاهدة أولسا عام 1905، التي حرمت كوريا من حقها في إدارة علاقاتها الخارجية، كان على الدبلوماسيين الألمان في كوريا مغادرة البلاد. غادر عدد أكبر من الأفراد بحلول عام 1910 إثر معاهدة ضم اليابان وكوريا. ومع ذلك، عندما زار هيرمان لوتنساك كوريا في عام 1933، كان لا يزال هناك عدد قليل يعيشون هناك، بما في ذلك دير كامل من الرهبان البينديكتين بالقرب من وونسان، مقاطعة كانغوون. استمروا في إدارة دير في Waegwan، بالقرب من دايغو.
استقر بعض الكوريين في ألمانيا خلال الستينيات والسبعينيات من القرن الماضي وبدأوا في العودة إلى كوريا الجنوبية بعد التقاعد، ومعهم أزواجًا ألمان. لقد أدت هجرة العودة هذه إلى إنشاء «قرية ألمانية» لما يقرب من 75 أسرة في محافظة نامهاي جنوب غيونغسانغ. تقلص عدد السكان الألمان في كوريا الجنوبية بنسبة 25% تقريبًا بين عامي 1999 و2005.

## التعليم
أسس فرديناند كرين مدرسة إمبريال الألمانية للغة في سول، والتي استمرت من عام 1898 حتى عام 1911. تأسست المدرسة الألمانية سيول الدولية في عام 1976 لعائلات المغتربين الألمان في العاصمة الكورية الجنوبية وبالقرب منها. افتتح معهد جوته غرفة قراءة في بيونغيانغ في عام 2004، لكنه أغلقها في عام 2009 بسبب مخاوف الرقابة.

## مشاهير
- نوربرت فولرتسين، ناشط في مجال حقوق الإنسان عمل في كوريا الشمالية من 1999 إلى 2001